# Satisfactor
Se entiende por satisfactor a todo bien de consumo que cubre necesidades para el ser humano.
Los satisfactores son las cosas materiales que nos facilitan la vida.
Los satisfactores imprescindibles son:
- aire
- agua
- alimentos

Satisfactores básicos adicionales:
- vivienda
- vestimenta

En economía y sociología se habla de satisfactor siempre que exista una necesidad a cumplir, estas necesidades pueden ir desde las más básicas hasta las más sofisticadas del hombre contemporáneo. Esto es, son satisfactores desde un vaso de agua hasta un trofeo deportivo.
Satisfactor: Persona cuya estrategia de tomas de decisiones consiste en aceptar cualquier opción disponible que sea satisfactoria en vez de seguir un curso de acción que le haga más feliz. 
En filosofía puede ser disciplina o los valores morales
- Datos: Q6122028